# Vredesconferenties van Den Haag

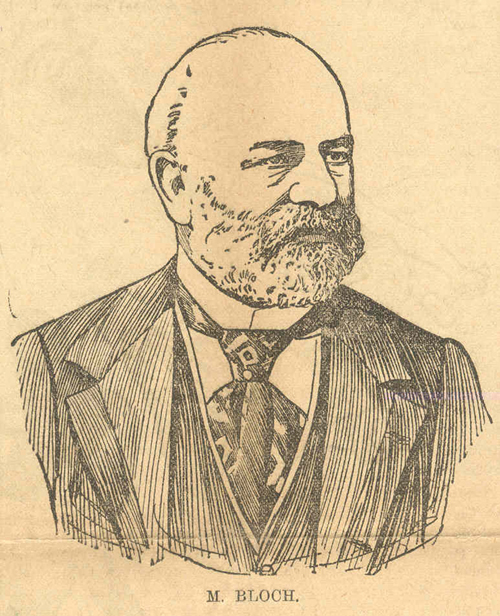
Jean de Bloch

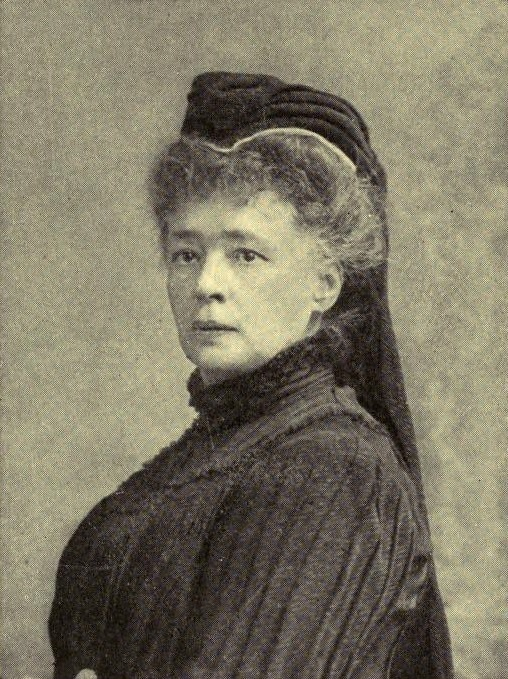
Bertha von Suttner

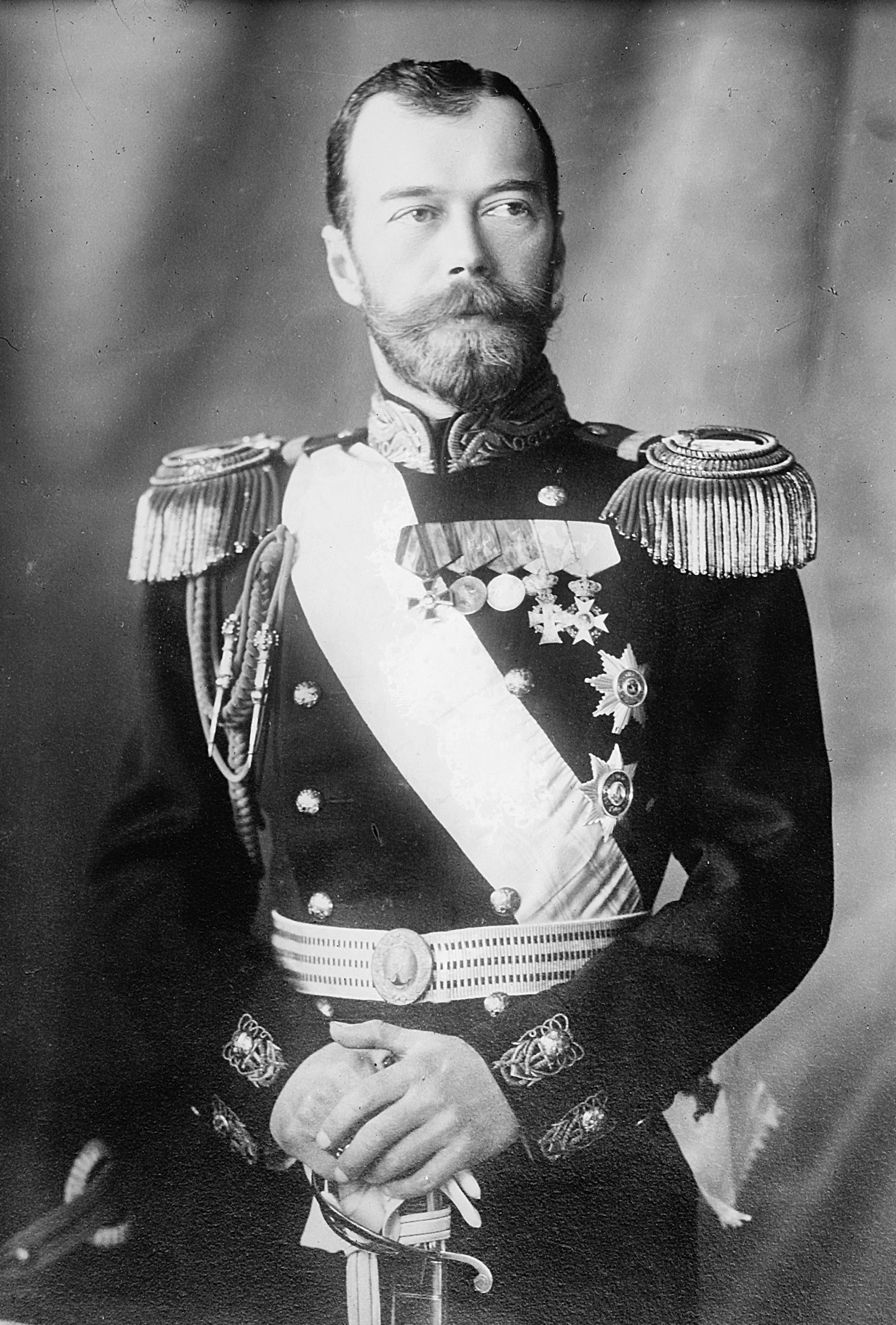
Tsaar Nicolaas II van Rusland

In 1899 en 1907 werden in Nederland twee internationale vredesconferenties gehouden die bekend zijn geworden als de Vredesconferenties van Den Haag, maar alleen de tweede vond daadwerkelijk in Den Haag plaats. De eerste werd in Wassenaar gehouden. Een derde conferentie, gepland voor 1915, vond door het uitbreken van de Eerste Wereldoorlog geen doorgang. Deze conferenties staan ook wel bekend als de Haagse Vredesconferenties. Op beide conferenties kwam een aantal conventies tot stand die bekend staan als de Haagse Conventies van 1899 en 1907 (Engels: Hague Conventions of 1899 and 1907).

## Eerste vredesconferentie
De eerste vredesconferentie van Den Haag in 1899 was een initiatief van de Russische tsaar Nicolaas II, onder invloed van de denkbeelden van Jan Gotlib Bloch en Bertha von Suttner. De conferentie begon op 18 mei 1899. Koningin Wilhelmina was erevoorzitster en had Paleis Huis ten Bosch als vergaderruimte ter beschikking gesteld. Huis ten Bosch lag tot 1907 op het grondgebied van Wassenaar, reden waarom de gemeente Den Haag niets met de organisatie van doen had, alleen de rijksoverheid, onder de persoon van oud-minister en Tweede Kamerlid A.P.C. van Karnebeek. De verdragen werden ondertekend op 29 juli 1899 door 26 staten en geratificeerd door zeventien staten op 4 september 1900, waardoor ze formeel van kracht werden.
Vertegenwoordigers van 26 regeringen maakten afspraken over methoden van oorlogvoering, zowel te land als ter zee. Het uitvoeren van bombardementen vanuit luchtballons, het gebruik van gifgassen en andere chemische wapens, en het gebruik van dumdumkogels werden verboden. Het belangrijkste resultaat was het besluit om vrijwillige arbitrage in te voeren. Dit leidde tot oprichting van het Permanent Hof van Arbitrage, dat later gevestigd werd in het Vredespaleis in Den Haag.
Ze bevestigden tevens de Verklaring van Parijs tot uitbanning van de kaapvaart van 1856, waarbij zich nu ook de Amerikaanse staten aansloten.
Onder druk van Italië werd de Heilige Stoel niet voor de conferentie uitgenodigd. Koningin Wilhelmina kwam de paus tegemoet door hem te schrijven met het verzoek om voor de conferentie te bidden. De Heilige Vader antwoordde zulks te zullen doen. Meer moeite had de Nederlandse vorstin met de afwezigheid van de Boerenrepublieken Transvaal en Oranje-Vrijstaat. Hun komst was voor de Britten onaanvaardbaar.
Nederland werd vertegenwoordigd door de minister van Buitenlandse Zaken, W.H. de Beaufort. België werd vertegenwoordigd door minister van Staat en Kamervoorzitter Auguste Beernaert, toen reeds een bekende pacifist en latere winnaar van de Nobelprijs voor de Vrede (1909).

### Haagse Conventies van 1899
Op de conferentie kwamen drie conventies tot stand en drie verklaringen:
- I. Verdrag voor de vreedzame beslechting internationale geschillen;
- II. Verdrag nopens de wetten en gebruiken van de oorlog te land;
- III. Verdrag nopens de toepassing op den zeeoorlog van de beginselen der Conventie van Genève van 22 augustus 1864;
- IV,1. Verklaring houdende verbod om, uit ballons of op andere dergelijke nieuwe wijzen, projectielen en ontplofbare stoffen te werpen;
- IV,2. Verklaring houdende verbod tot het bezigen van projectielen, welke uitsluitend strekken tot het verspreiden van verstikkenden of vergiftige gassen;
- IV,3. Verklaring houdende verbod tot het bezigen van kogels, die in het menschelijk lichaam gemakkelijk zich uitzetten of plat worden, zooals kogels met harden mantel, waarvan de mantel de kern niet geheel dekt of van insnijdingen voorzien is.

De drie verklaringen waren niet unaniem. Het verbod van dum-dumkogels werd afgewezen door de Engelsen, die ze hadden ontwikkeld en ingezet in Brits-Indië, en door de Verenigde Staten, die ze nog zouden gebruiken in de Filipijnen.
Het werpen van projectielen vanuit luchtballons werd in 1899 nog niet als een oorlogswapen gezien omdat deze vaartuigen nog onvoldoende konden navigeren om gericht te kunnen worden ingezet aan het front. Toch weigerde de Amerikaanse militaire afgevaardigde kapitein-ter-zee Mahan hiermee in te stemmen, omdat wellicht in de nabije toekomst de luchtnavigatie zou kunnen verbeteren. Daarom werd aan de verklaring toegevoegd, dat zij voorlopig gold voor vijf jaar.

### Vredesvazen
De Haagse plateelbakkerij Rozenburg maakte naar aanleiding van de eerste vredesconferentie vijf zogenaamde vredesvazen. Deze vazen werden voor de eerste keer tentoongesteld tijdens de Wereldtentoonstelling van 1900 in Parijs in een paviljoen voor de kunstnijverheid aan de Esplanade des Invalides. Twee van de vazen hebben een monogram: NII voor tsaar Nicolaas II en W voor koningin Wilhelmina. Op de andere vazen zijn beschilderingen te zien van respectievelijk Paleis Huis ten Bosch, de Vijverberg in Den Haag en de Groenburgwal in Amsterdam. Tegenwoordig staan de vijf vredesvazen in het Vredespaleis in Den Haag.

## Tweede vredesconferentie

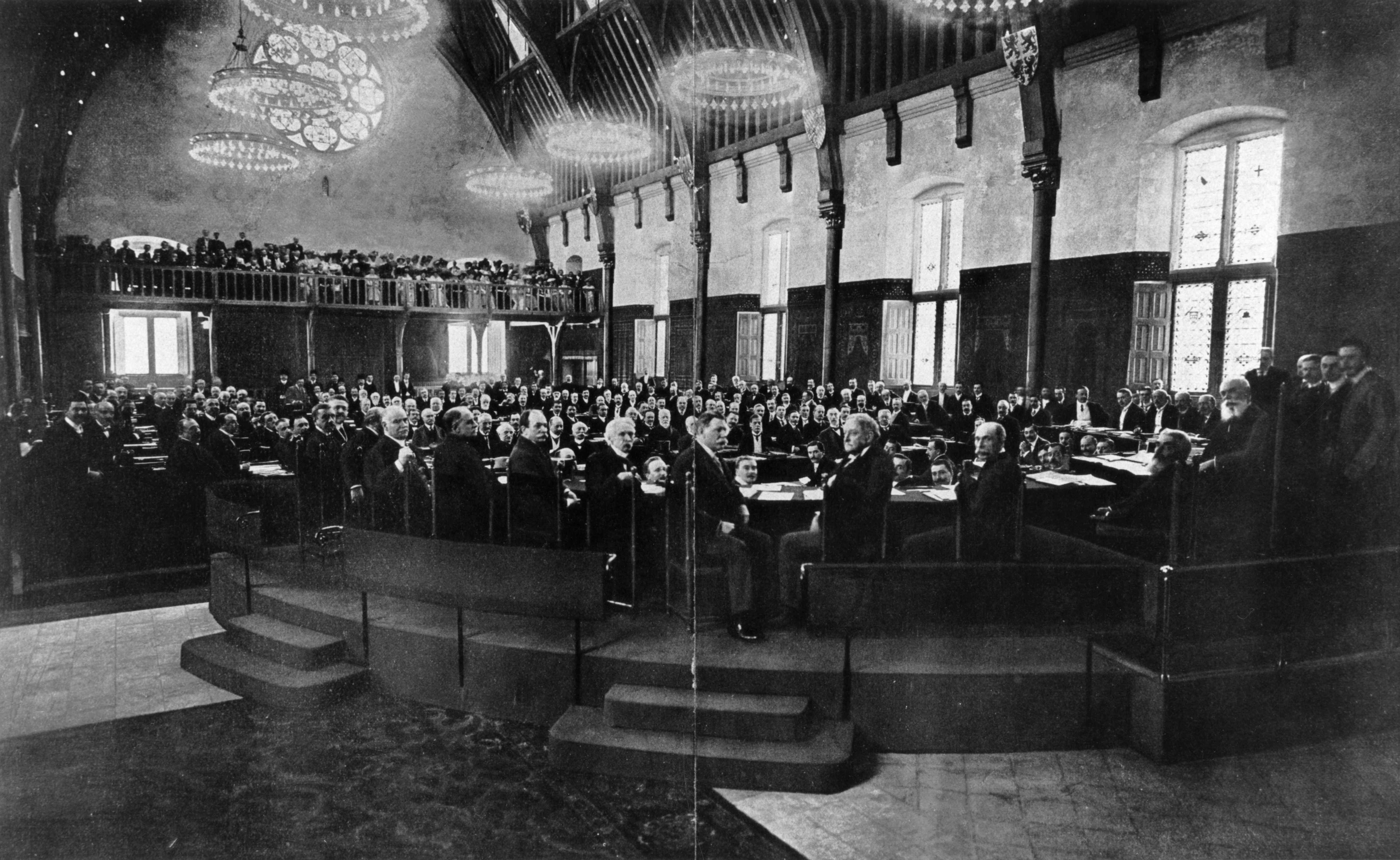
Deelnemers aan de conferentie zitten in vergadering in de Ridderzaal tijdens de Tweede Haagse Vredesconferentie

Op 15 juni 1907 begon de Tweede Haagse Vredesconferentie met de bedoeling de bepalingen van de vorige vredesconferentie uit te breiden, andere bepalingen te wijzigen en meer nadruk te leggen op oorlogvoering ter zee.
Ditmaal waren bijna alle toenmalige staten vertegenwoordigd. De Amerikaanse president Theodore Roosevelt had zich zeer ingespannen voor deze conferentie, en zijn minister van Buitenlandse Zaken Elihu Root had een rondreis gemaakt door Midden- en Zuid-Amerika om de landen daar tot deelname over te halen, en met succes.
Opnieuw was de Russische minister voorzitter; de Nederlandse vertegenwoordiger Willem de Beaufort was zijn plaatsvervanger. België werd opnieuw vertegenwoordigd door Beernaert.

### Haagse Conventies van 1907
Het verdrag bestond uit dertien conventies, waarvan er twaalf geratificeerd werden, en één verklaring.De conventies werden getekend op 18 oktober 1907 en werden van kracht vanaf 26 januari 1910.
- I. Verdrag voor de vreedzame regeling van de internationale geschillen;
- II. Verdrag nopens de beperking van het gebruik van wapengeweld bij het innen van schulden uit overeenkomst;
- III. Verdrag nopens de opening der vijandelijkheden;
- IV. Verdrag nopens de wetten en gebruiken van den oorlog te land, met bijbehorend Reglement;
- V. Verdrag nopens de rechten en verplichtingen der onzijdige Mogendheden en personen in geval van oorlog te land;
- VI. Verdrag nopens de rechtstoestand der vijandelijke handelsvaartuigen bij den aanvang der vijandelijkheden;
- VII. Verdrag nopens de verandering van handelsvaartuigen in oorlogsschepen;
- VIII. Verdrag nopens het stellen van onderzeesche zelfwerkende contact-mijnen;
- IX. Verdrag nopens het bombardement door eene scheepsmacht in tijd van oorlog;
- X. Verdrag voor de toepassing op den zeeoorlog der beginselen van het Verdrag van Genève;
- XI. Verdrag nopens zekere beperkingen van de uitoefening van het buitrecht in de zeeoorlog;
- XII. Overeenkomst voor de oprichting van een internationaal prijzenhof (niet-geratificeerd);
- XIII. Verdrag nopens de rechten en verplichtingen der onzijdige Mogendheden in geval van zeeoorlog.
- XIV. Verklaring nopens het verbod om projectielen en ontplofbare stoffen uit ballons te werpen.

Tijdens de conferentie werd de eerste steen gelegd voor het Vredespaleis, toekomstige zetel van het Hof van Arbitrage.
Een derde conferentie die gepland was voor de zomer van 1915, werd afgelast wegens het uitbreken van de Eerste Wereldoorlog. Het verbod op luchtbombardementen en het gebruik van onderwatermijnen was ondoeltreffend. De bepalingen betreffende koopvaardijschepen in oorlogstijd werden echter goed opgevolgd.
Door het tot stand brengen van internationale rechtsregels, werden beide vredesconferenties een lichtend voorbeeld voor zowel de Volkerenbond als de Verenigde Naties.

### Vertegenwoordiging
Korea was niet uitgenodigd voor de tweede vredesconferentie, maar desondanks vaardigde keizer Gojong van Korea Yi Jun af samen met twee landgenoten. Op dat moment was Korea door het gedwongen tekenen van het Eulsaverdrag een protectoraat geworden van Japan. Door de actie van keizer Gojong werd hij gedwongen af te treden. Korea zou uiteindelijk volledig geannexeerd worden in 1910.

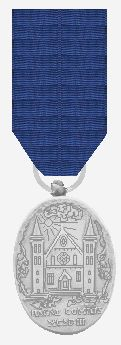
Medaille de Haagse Vredesconferentie 1907

### Onderscheidingen
Voor de deelnemers en de staf werden twee koninklijke onderscheidingen ingesteld.
- Medaille van de Tweede Internationale Vredesconferentie
- Herinneringsmedaille aan de Tweede Internationale Vredesconferentie

De voorzitter en de Russische minister van Buitenlandse Zaken kregen het grootkruis in de Orde van de Nederlandse Leeuw. De tsaar ontving een bijzondere gouden medaille.

## Werking
Aangenomen wordt, dat grote delen van de Haagse Conventies inmiddels behoren tot het internationaal gewoonterecht, waardoor zij ook verbindend zijn tegenover staten die geen partij zijn bij de originele verdragen uit 1899 en 1907.